# Valeria Răcilă
Valeria Răcilă, férjezett nevei Roşca, majd van Groningen (Stulpicani, 1957. június 2. –) olimpiai bajnok román evezős.

## Pályafutása
Az 1980-as moszkvai olimpián kétpárevezősben bronzérmes, az 1984-es Los Angeles-in olimpiai bajnok lett egypárevezősben. 1978 és 1985 között két-két világbajnoki ezüst- és bronzérmet szerzett.

## Sikerei, díjai
- Olimpiai játékok
  - aranyérmes: 1984, Los Angeles (egypárevezős)
  - bronzérmes: 1980, Moszkva (kétpárevezés)
- Világbajnokság
  - ezüstérmes (2): 1982, 1985 (egypárevezős)
  - bronzérmes (2): 1979 (kétpárevezős), 1981 (négypárevezős)